# Mussolet de Tamaulipas
El mussolet de Tamaulipas (Glaucidium sanchezi) és una espècie d'ocell de la família dels estrígids (Strigidae). Habita el bosc perennifoli subtropical i bosc decidu del nord-est de Mèxic, al sud-oest de Tamaulipas i est de l'estat de San Luis Potosí. El seu estat de conservació es considera gairebé amenaçat.